# Georg Hirschfeld

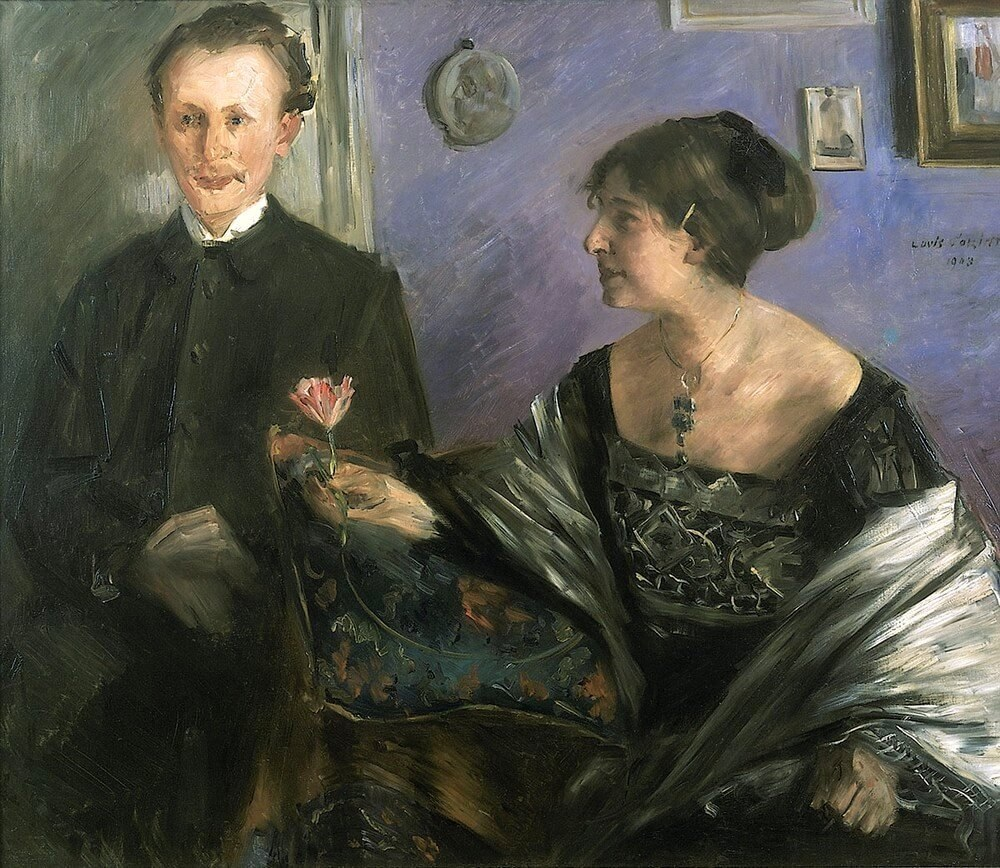
Georg Hirschfeld och hans fru, målning av Lovis Corinth.

Georg Hirschfeld, född 11 februari 1873, död 17 januari 1942, var en tysk författare.
Hirschfeld började som naturalist och övergick snart nog till symbolismen. Han utgav bland annat novellsamlingarna Dämon Kleist (1895), Der Bergsee (1896) och Requiem (1906), skådespelen Die Mütter (1896) och Der Weg zum Licht (1902) samt romanerna Das Mädchen von Lille (1906), Das Kreutz der Wahrheit (1915), Der Mann im Morgendämmer (1825) och Das Heiligenblut (1928).